# Francesc Paniello i Grau
Francesc Paniello i Grau (Lleida 1900 - Mèxic 1971) fou un metge oftalmòleg i polític català. Fill d'un maquinista de tren, fou membre del consell directiu d'Estat Català juntament amb Francesc Macià, i com a tal intervingué en els fets de Prats de Molló de 1926. Acabada la guerra civil espanyola, s'exilià el 1939 a Mèxic. Allí s'hi va establir amb un taller i una botiga d'oftalmòleg i òptic. També exercí com a professor a l'Instituto Politécnico Nacional.
Fou molt actiu dins la comunitat catalana de Mèxic: hi fundà la "Borsa del Metge Català", continuà militant a Estat Català, fou cap de premsa de la Comunitat Catalana de Mèxic i membre del Consell Nacional de Catalunya i de la Confederació d'Organitzacions Catalanes d'Amèrica. Participà en la Institució de Cultura Catalana, en la Comissió Organitzadora de la Primera Conferència Nacional Catalana de 1953 i en el consell directiu de la Secció Catalana d'Amics de les Nacions Unides, des de la qual va denunciar la repressió de la cultura catalana. Reconegut promotor de la cultura catalana, també fou el patrocinador del premi Magí Morera i Galícia als Jocs Florals de la Llengua Catalana.